# هیرومی ایکدا
هیرومی ایکدا (انگلیسی: Hiromi Ikeda؛ زادهٔ ۲۲ دسامبر ۱۹۷۵) بازیکن فوتبال است که در تیم ملی فوتبال زنان ژاپن بازی کرده‌است.